# Gryon electrinum
Gryon electrinum är en stekelart som först beskrevs av Cockerell 1909.  Gryon electrinum ingår i släktet Gryon och familjen Scelionidae. Inga underarter finns listade i Catalogue of Life.